# Нежный возраст (фильм, 1983)
«Нежный возраст» — советский художественный фильм о Великой Отечественной войне по мотивам одноимённого романа Александра Рекемчука.

## Сюжет
Кир Лопухов и Алёша Мамыкин — одноклассники, только что получившие аттестат зрелости. Ребята вместе поступают в одну артиллерийскую спецшколу. Начинается война. Декабрь 1944 года. На побывку перед фронтом им даётся всего три дня, за которые много надо успеть — попрощаться со своими Сокольниками, повидать одноклассников, а Киру ещё и во что бы то ни стало узнать о судьбе любимой девушки Оли, которая была в эвакуации, но, по слухам, вернулась в столицу поступать в университет.
Случайная встреча с Олей в метро за сутки до отъезда всколыхнула чувства Кира. Он приводит девушку в отчий дом, оставляя на попечении мамы, а сам вместе с Алексеем утром уходит на фронт.

## В ролях
- Евгений Дворжецкий — Кир Лопухов
- Павел Ильин (в титрах — Павел Кондратьев) — Алексей Мамыкин
- Алёна Беляк — Оля
- Наталья Кем — Надя, младший сержант
- Валентина Титова — Эрна Фёдорова, учительница немецкого языка
- Алефтина Евдокимова — Анна Ивановна Лопухова, мать Кира
- Герман Качин — капитан Евграфов
- Николай Волков — лейтенант Градусов
- Александр Аржиловский — майор Зотов
- Артур Богатов — Влад
- Рэм Гехт — Марк Матвеевич
- Федя Гаврилов — Петя Балакин
- Игорь Пушкарёв — капитан
- Артем Карапетян — военком, полковник
- Наталья Мартинсон — учительница
- Рогволд Суховерко — Пётр Андреевич Лопухов, отец Кира

## Съёмочная группа
- Режиссёр: Валерий Исаков
- Сценарист: Александр Рекемчук
- Оператор: Борис Середин
- Композитор: Владислав Кладницкий